# Robert Cormier
Robert Cormier   (Leominster, 17 de gener de 1925 - Boston, 2 de novembre de 2000) va ser un escriptor i periodista estatunidenc de literatura juvenil, conegut per les seves novel·les profundament pessimistes, moltes de les quals van ser escrites per a adults joves. Els temes recurrents inclouen l'abús, la malaltia mental, la violència, la venjança, la traïció i la conspiració. En la majoria de les seves novel·les, els protagonistes no guanyen.
Les obres més populars de Cormier inclouen I Am the Cheese, After the First Death, We All Fall Down, and The Chocolate War, tots ells guardonats. La guerra de la xocolata ha estat censurat en diverses biblioteques.

## Biografia
Robert Cormier va néixer el 1925 a Leominster, Massachusetts, a la secció francocanadenc de la ciutat anomenada French Hill. Va ser el segon de vuit fills. La seva família es va traslladar amb freqüència per pagar el lloguer, però mai va abandonar la seva ciutat natal. Fins i tot quan era molt més gran i tenia una casa d'estiueig, només estava a 31 km de Leominster. En alguns dels seus llibres, la ciutat natal de Cormier, Leominster, es va convertir en la ciutat fictícia de Monument, i el seu poble de French Hill es va convertir en Frenchtown. La ciutat propera de Fitchburg, Massachusetts, es va convertir en Wickburg.
Cormier va assistir a l'escola parroquial de Santa Cecília, una escola catòlica privada. Va començar a escriure quan anava a primer grau i va ser elogiat a l'escola per la seva poesia. Primer es va adonar de la seva aspiració de convertir-se en escriptor a 7è de primària, quan va ser animat per una monja a escriure un poema. Va assistir a la Leominster High School, graduant-se com a president de la seva classe.
Quan era estudiant de primer any al Fitchburg State College, Cormier va publicar la seva primera història curta quan una professora universitària, Florence Conlon, sense el seu coneixement, va enviar una de les seves històries a una revista nacional catòlica The Sign per 75 dòlars.
Visqué a Leominster tota la seua vida, es casà, i tingué tres filles i un fill. Fou reporter i columnista durant trenta anys. Sent estudiant de primer any a la Universitat de Fitchburg va escriure la seva primera història curta, que va ser publicada quan un professor seu l'envià a una revista catòlica nacional, sense que éll ho sabés, rebent 75 dòlars a canvi.
Cormier començà la seva carrera professional a la ràdio. Va començar a dedicar-se per complet a l'escriptura després de l'èxit de la seva primera novel·la per a adolescents, La Guerra de la Xocolata.
Sempre estigué preocupat pels problemes de la gent jove en la societat moderna, cosa que reflectí als seus llibres. Aviat establí una reputació com un escriptor brillant. Rebé nombrosos premis, tant per la seva tasca en l'escriptura juvenil com pel seu treball com a columnista.

## Obres
- The Bumblebee Flies Anyway (El borinot vola igualment).
- The Chocolate War (La guerra de la Xocolata).
- In the Middle of the Night (En mig de la nit).
- After the First Death (Després de la primera mort).
- Fade (Destenyit).
- I Am the Cheese (Jo sóc el formatge).
- Tunes for Bears to Dance To (Melodies perquè els ossos ballin).
- We All Fall Down (Tots caiem).